# 세종특별자치시체육회
세종특별자치시체육회(世宗特別自治市體育會, Sejong Sports Council)은 세종특별자치시의 학교체육 및 생활 체육의 진흥, 시민 건강과 체력 증진, 여가 선용 및 복지 향상 등을 위하여 대한체육회 산하에 설치된 기관이다.
체육회장은 선거관리위원회를 구성하여 투표로 선출한다.

## 연혁
- 2012년 7월: 세종특별자치시체육회 설립
- 2016년 1월: 세종특별자치시생활체육회 통합

## 조직
이사회
- 사무처
  - 운영지원팀
  - 전문체육팀
  - 생활체육팀
  - 단체지원팀